# 刘次 (公主)
刘次（?—?），东汉第二任皇帝明帝刘庄的女儿，生母、出生次序、生卒没有记载。
永平三年（60年），汉明帝刘庄册封女儿刘次为平氏公主，史书没有记载她的丈夫。